# Flottsbrokanalen

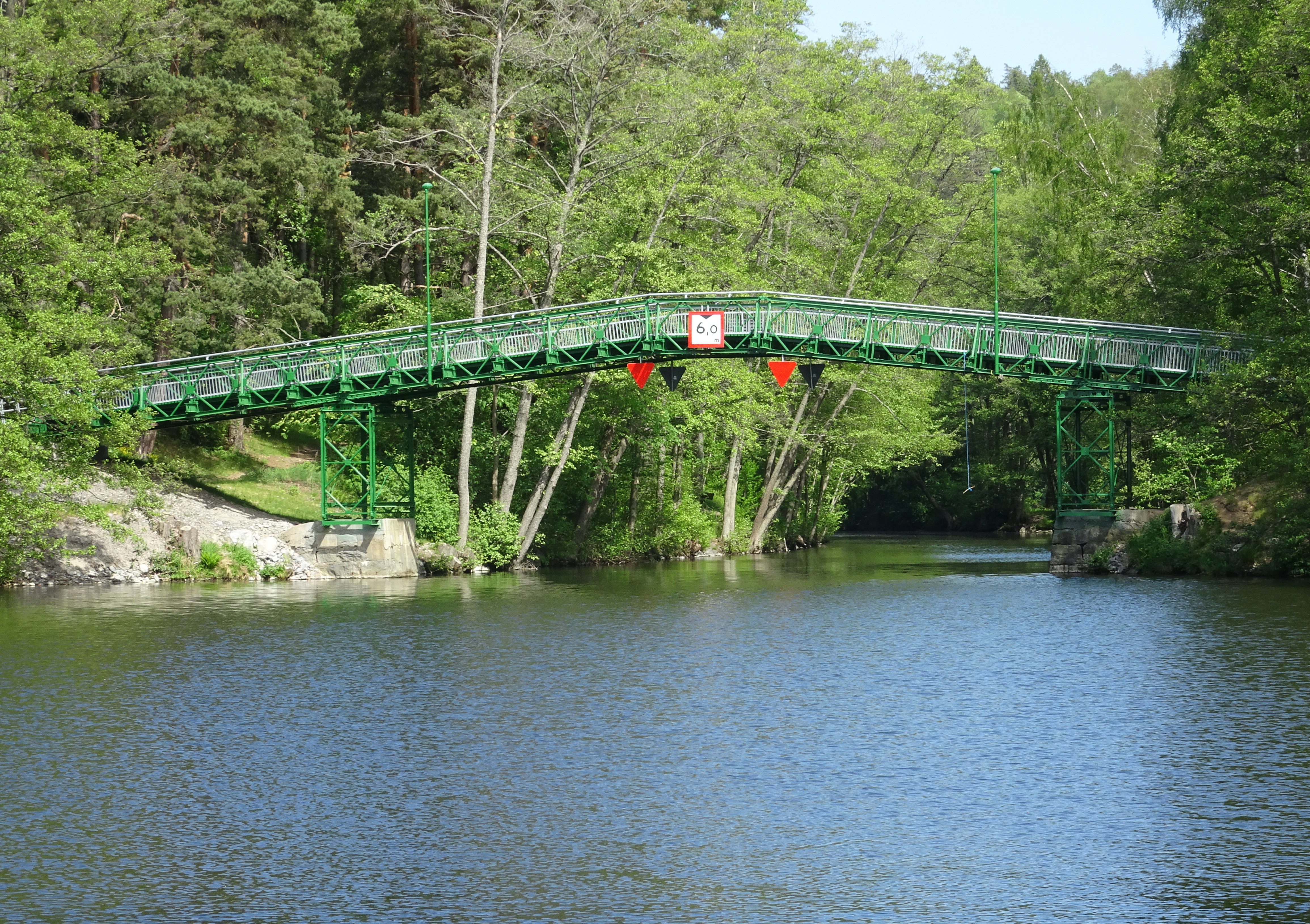
Flottsbrokanalen med "Militärbron", 2018. Dödisgropen "Katthavet" syns i förgrunden, vy från söder.

Flottsbrokanalen (även Flottsbro kanal) är en kanal vid Flottsbro som sträcker sig mellan Tullingesjön och Albysjön. Kanalen hör i sin helhet till Botkyrka kommun i Stockholms län. Över kanalen leder en järnbro som byggdes 1975 av Svea ingenjörregemente, Ing 1, varför den ibland kallas "Militärbron".

## Historik

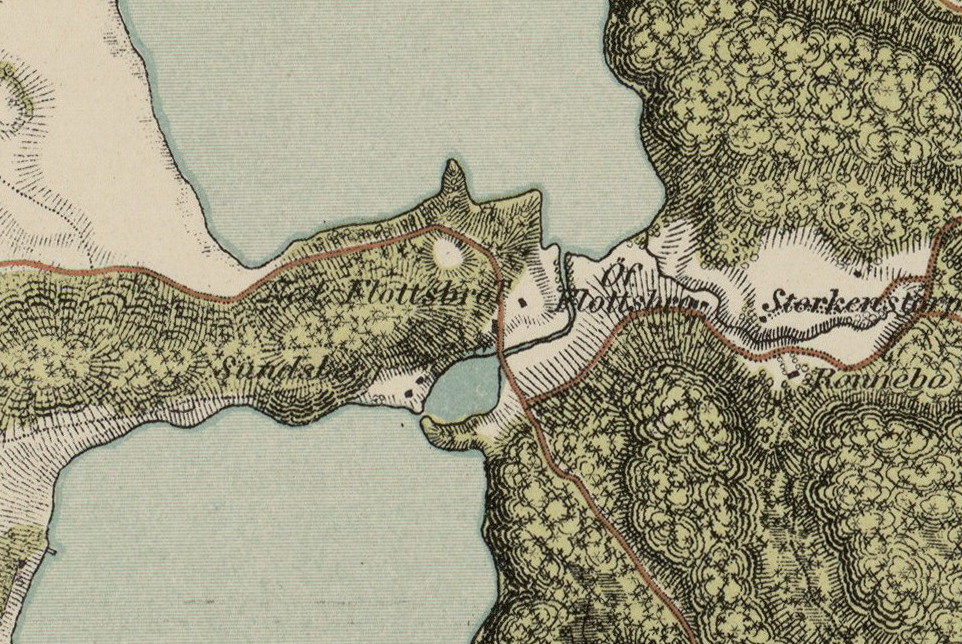
Flottsbronäset 1861.

Flottsbrokanalen och passagen över detta vattendrag har en lång historik. Redan på medeltiden gick här färdvägen mellan Stockholm och Södertälje (se Göta landsväg). Innan en fast bro anordnades fanns här en flottbro. Det är denna flottbro som gav omgivningen samt ett närbeläget torp sitt namn.
- År 1568 förde Erik XIV sin styrka över flottbron söderut för att möta sina upproriska bröder, varvid Eriks ryttare lyckades slå tillbaka anfallet. Slaget stod vid Botkyrka kyrka.

- På midsommarafton 1634 passerade Gustav II Adolfs begravningståg förbi, när hans stoft fördes från Nyköpings slott till den sista vilan i Riddarholmskyrkan.

- På hösten 1654 reste Drottning Kristina till Rom; hennes första etapp gick förbi denna plats innan hon tog in på närbelägna "Alby Krog" för natten.

## Kanalen
Flottsbrokanalen är idag ett cirka 400 meter långt och cirka 20 meter brett vattendrag mellan Albysjön och Tullingesjön. Den södra delen är bredare och vidgas till en rund sjöform, den delen kallas "Katthavet". Formationen är en så kallad dödisgrop som bildades när ett stort isblock sakta smälte ner strax efter den senaste istiden. Landtungan vid Flottsbronäset och Flottsbrokanalen är ett kraftigt kuperat område bestående av flera branta rullstensåsar vilka är en del av Tullingeåsen som i sin tur ingår i Uppsalaåsen.
Genom landhöjningen i Stockholmstrakten blev vattendraget mellan Albysjön och Tullingesjön till en grund slingrande å. När Tumba pappersbruk anlades 1755 behövde bruket en bra transportled till Mälaren och man började bredda ån. En kort, avsnörd bit av den tidigare kanalen finns fortfarande bevarad.
På 1890-talet blev ån vid Katthavet åter en viktig transportled när AB Separator (nuvarande Alfa Laval), etablerade sig i Tumba. För att kunna komma in med större fartyg rätades ån ut och den nuvarande, stenskodda kanalen byggdes. Under första hälften 1900-talet var farleden via Tullingesjön – Flottsbrokanalen – Albysjön – Fittjaviken – Hagaviken en viktig transportled mellan Tumba / Tullinge och Mälaren. Numera har leden förlorat sin ekonomiska betydelse och nyttjas huvudsakligen av fritidsbåtar.

### Bilder, kanalen

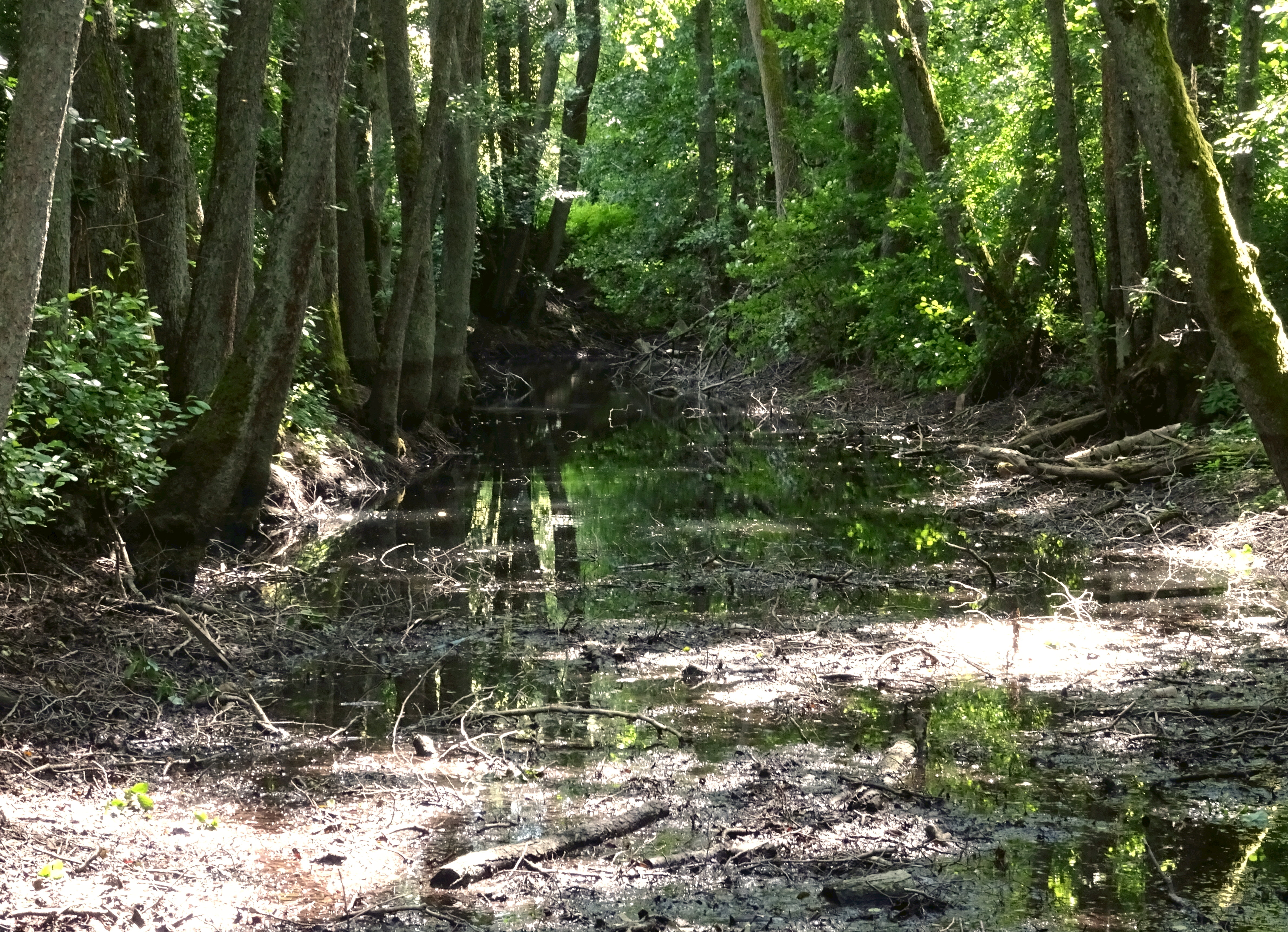
Del av den avsnörda äldre Flottsbrokanalen.
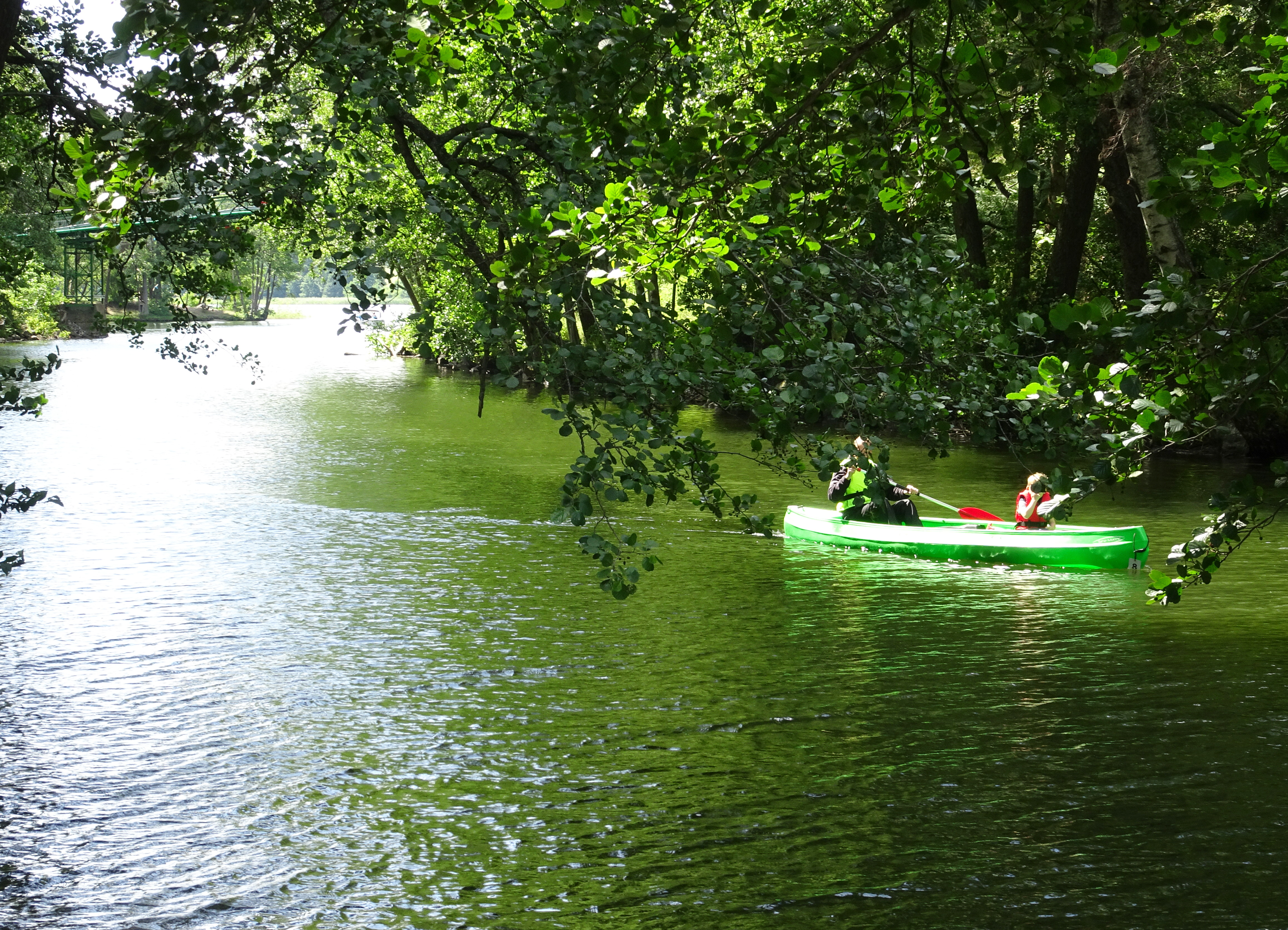
Fritidsbåt på kanalen norr om bron.
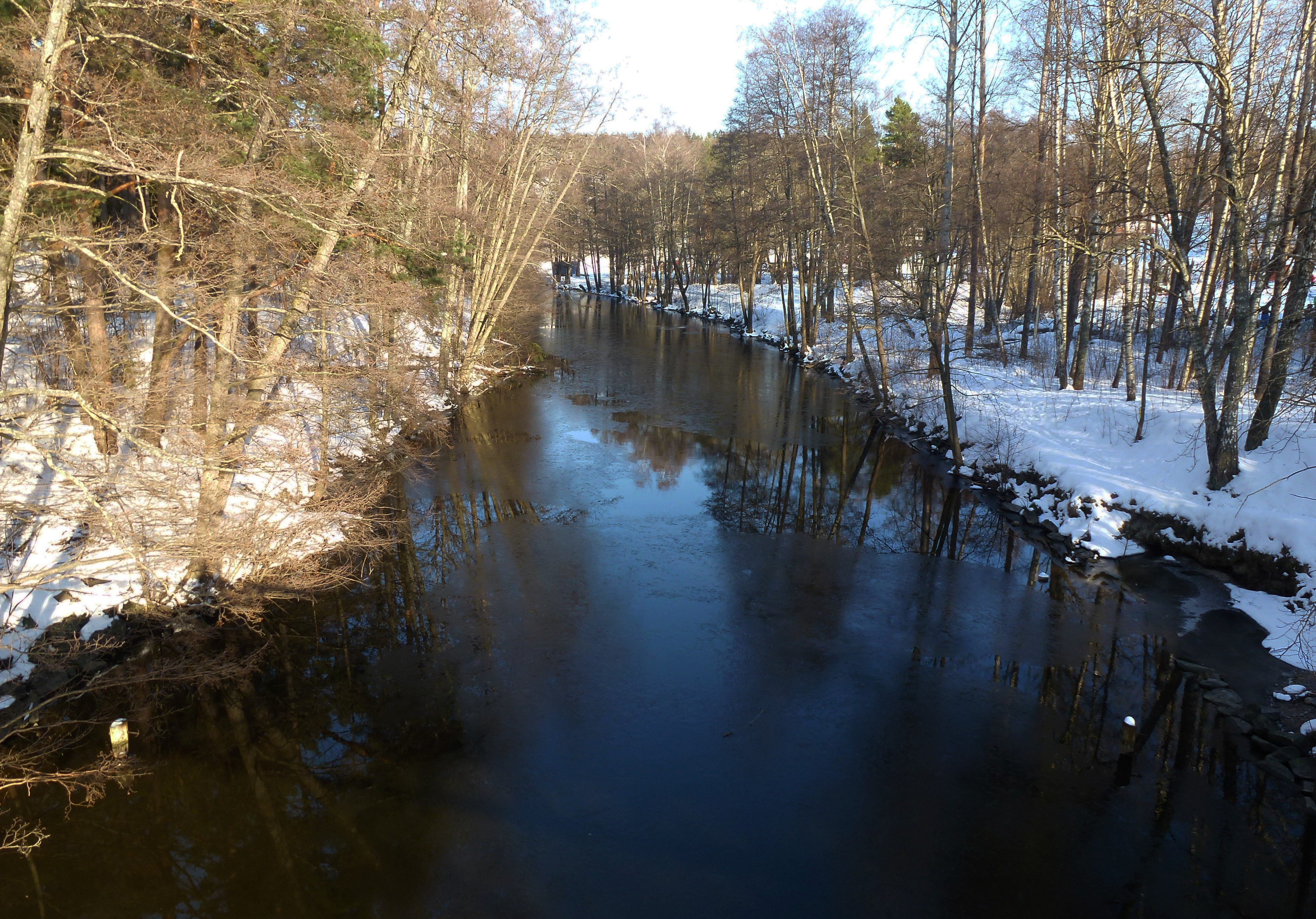
Kanalen norr om bron.
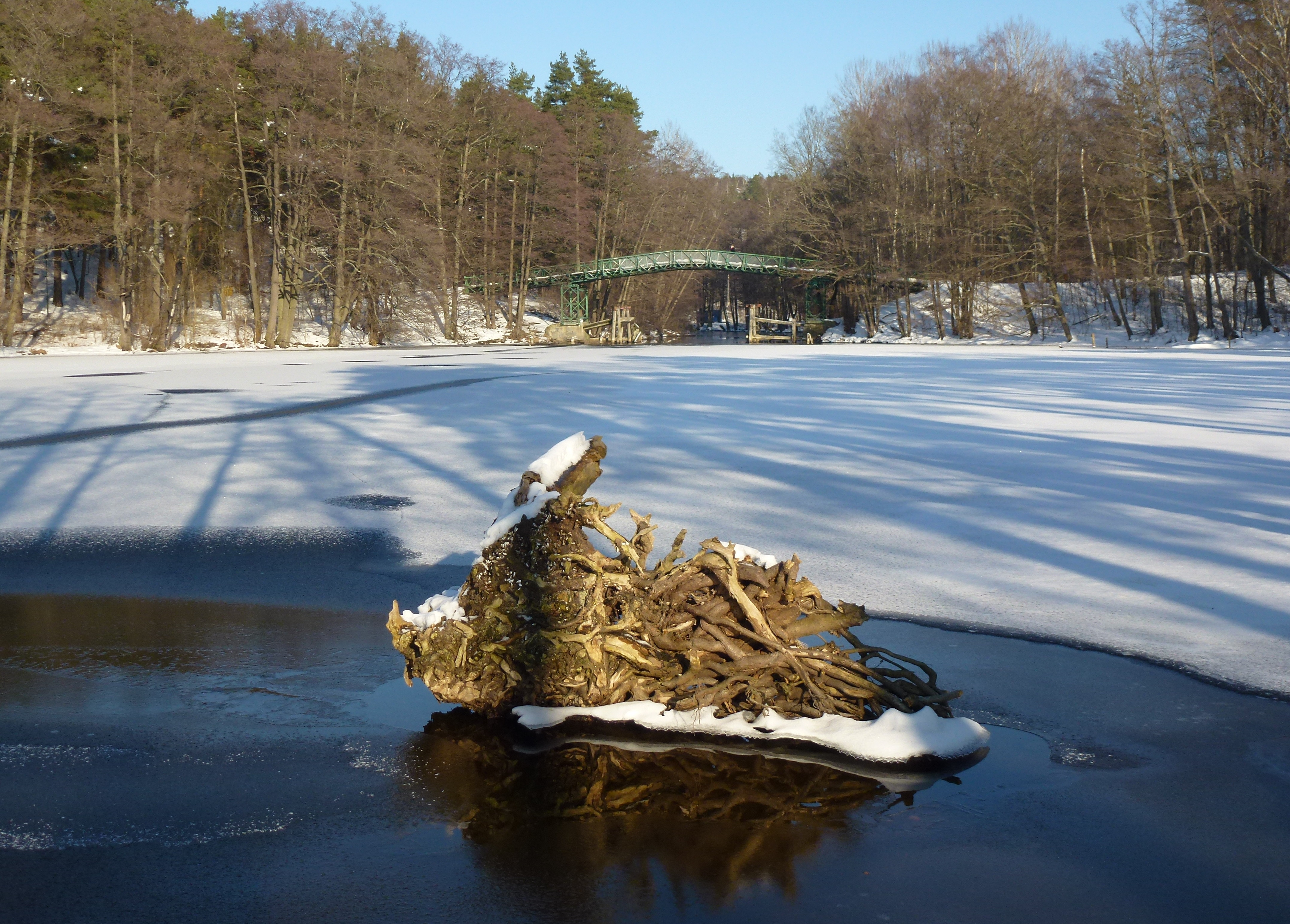
Kanalen och bron sedda över "Katthavet".

## Torpet Nedre Flottsbro

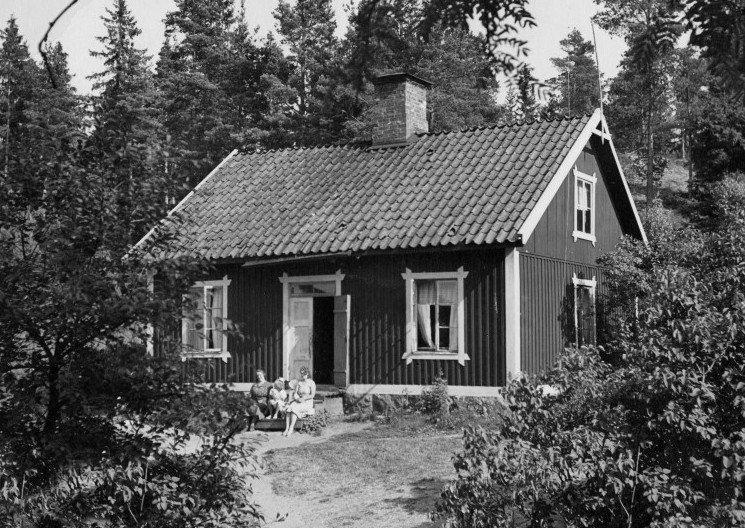
Torpet Nedre Flottsbro 1940.

Nedre Flottsbro var ett av torpen som på 1860-talet låg kring Flottsbronäset. Nedre Flottsbro låg väster om kanalen och lydde under Elvesta gård medan Övre Flottsbro (även kallad Storkenstorp) låg öster om kanalen och hörde till Alby gård. Nedre Flottsbro var ett dagsverkstorp som uppfördes ursprungligen vid det tidigare vadstället, norr om den bäck som 1755 grävdes ut till en kanal mellan Alby- och Tullingesjöarna. 
Stugan flyttades drygt 100 meter mot sydost när Flottsbrokanalens sträckning uträtades år 1900. Efter flytten kallades stället bara "Flottsbro" och gav sportanläggningen Flottsbro sitt namn. De sista torparna vid Flottsbro var familjen Johan och Agnes Eriksson med sina fem barn. De bebodde huset från våren 1929 till hösten 1942. 
Johan Eriksson var brovakt för svängbron över kanalen. Han öppnade och stängde bron för sandpråmarna som gick till Separator. Under tiden som han gjorde dagsverken till Elvesta säteri fick Agnes och de fem barnen passa bron. Redan på 1940-talet var stugan tömd och revs slutligen på 1970-talet. Idag återstår fyra husgrunder inom ett område om cirka 60x10-15 meter.

## Flottsbros gång- och cykelbro

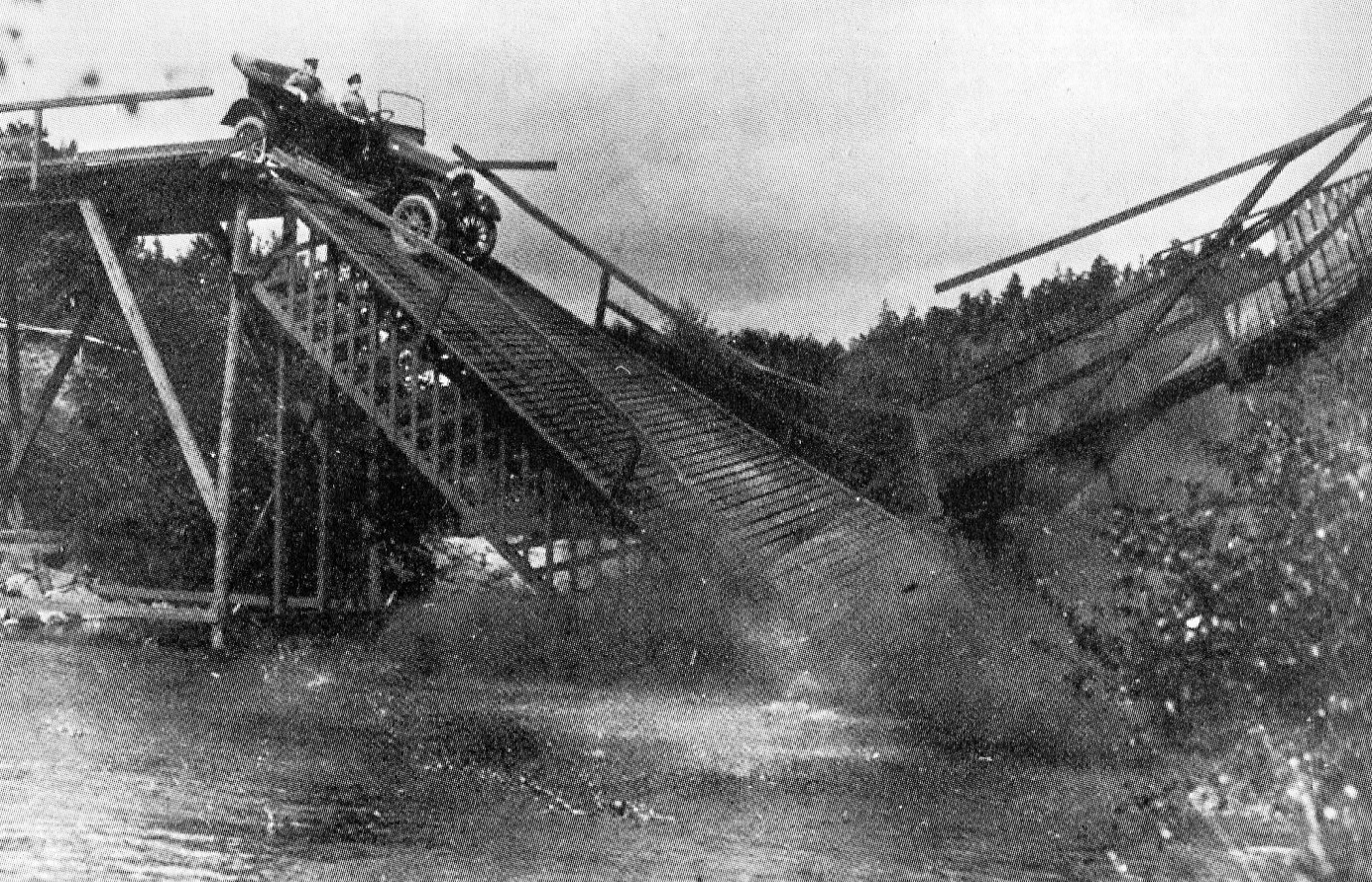
Kontrollerad brosprängning under filminspelning 1924.

Innan nuvarande kanalbro byggdes fanns en lägre träkonstruktion, som var en öppningsbar svängbro, som betjänades av en brovakt som bodde med sin familj i torpet Nedre Flottsbro. Svängbron revs 1975 och en fast järnbro uppfördes som militär övningsobjekt av Svea ingenjörregemente Ing 1, 5:e kompani. En skylt med texten: "Gångbron utförd av 5:e komp Ing 1 - Maj 1975" påminner om det.
Bron är en fackverkskonstruktion av vinkelprofiler och stålbalkar, cirka 25 meter lång och fyra meter bred (mellan broräcken), avsedd för gående och cyklister. Bron invigdes i maj 1975. Den segelfria höjden är 6 meter. Under bron kvarstod under många år de äldre brofästena efter svängbron uppförda av gråsten och delar av körbanan, förstärkta med betong. Bron renoverades år 2015 genom Botkyrka kommun. I samband med upprustningen revs de äldre brofästen och delar av den gamla körbanan under bron.
År 1924 byggdes en provisorisk bro över kanalen av Svensk Filmindustri. Bron var kuliss under inspelningen av filmen Unge greven ta'r flickan och priset med Gösta Ekman d.ä. i huvudrollen. Enligt handlingen skulle bron sprängas genom sabotage just när huvudpersonen kom farande i sin bil. Det blev en imponerande scen, när bilen blev hängande i kanten av den sammanfallande bron.
Bron finns även med i musikvideon för Aviciis låt Waiting for Love, där Sten Elfström kör permobil över bron och runt i Flottsbroområdet.

### Bilder, bron

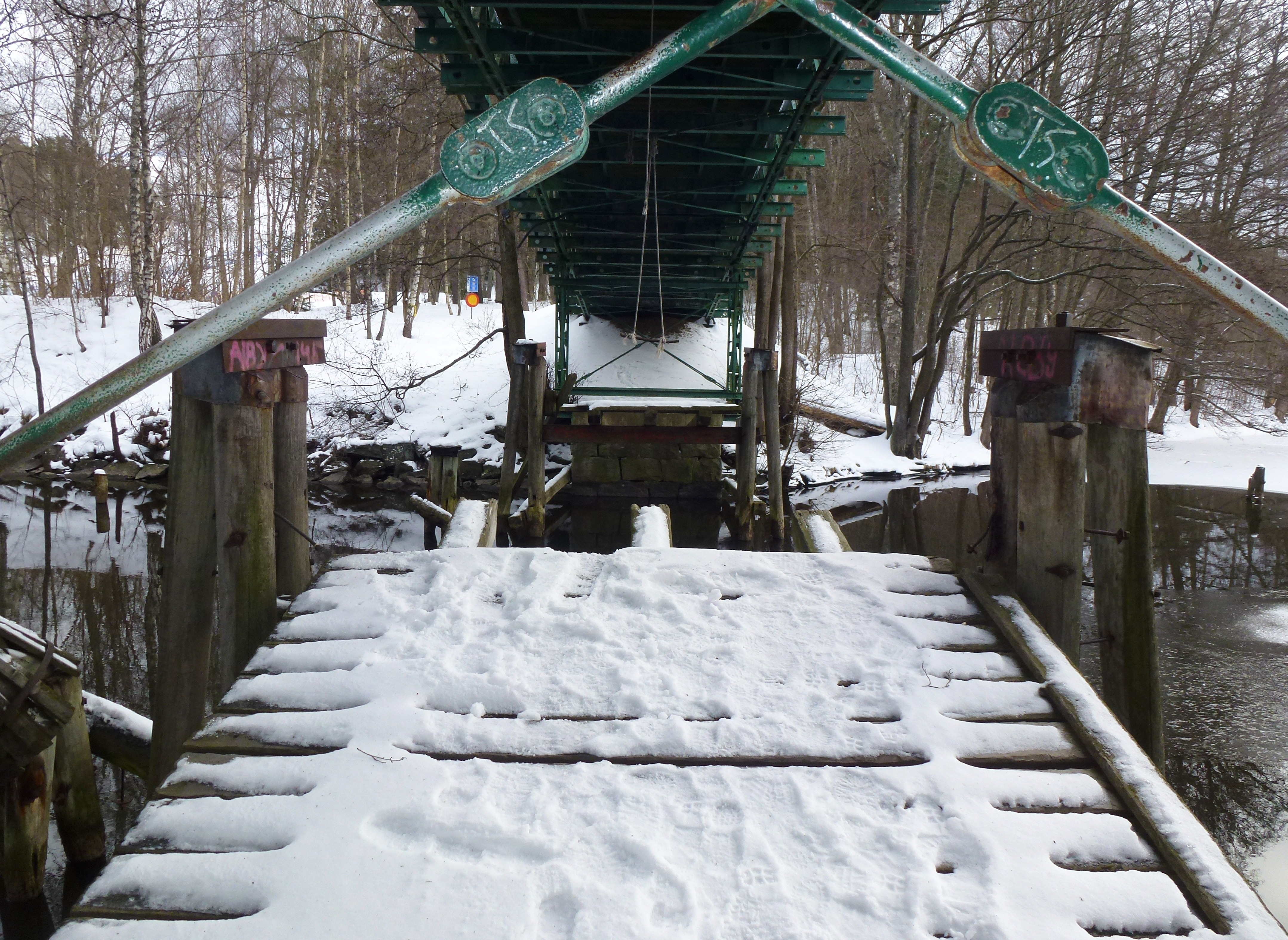
Rester efter den äldre körbanan, 2013
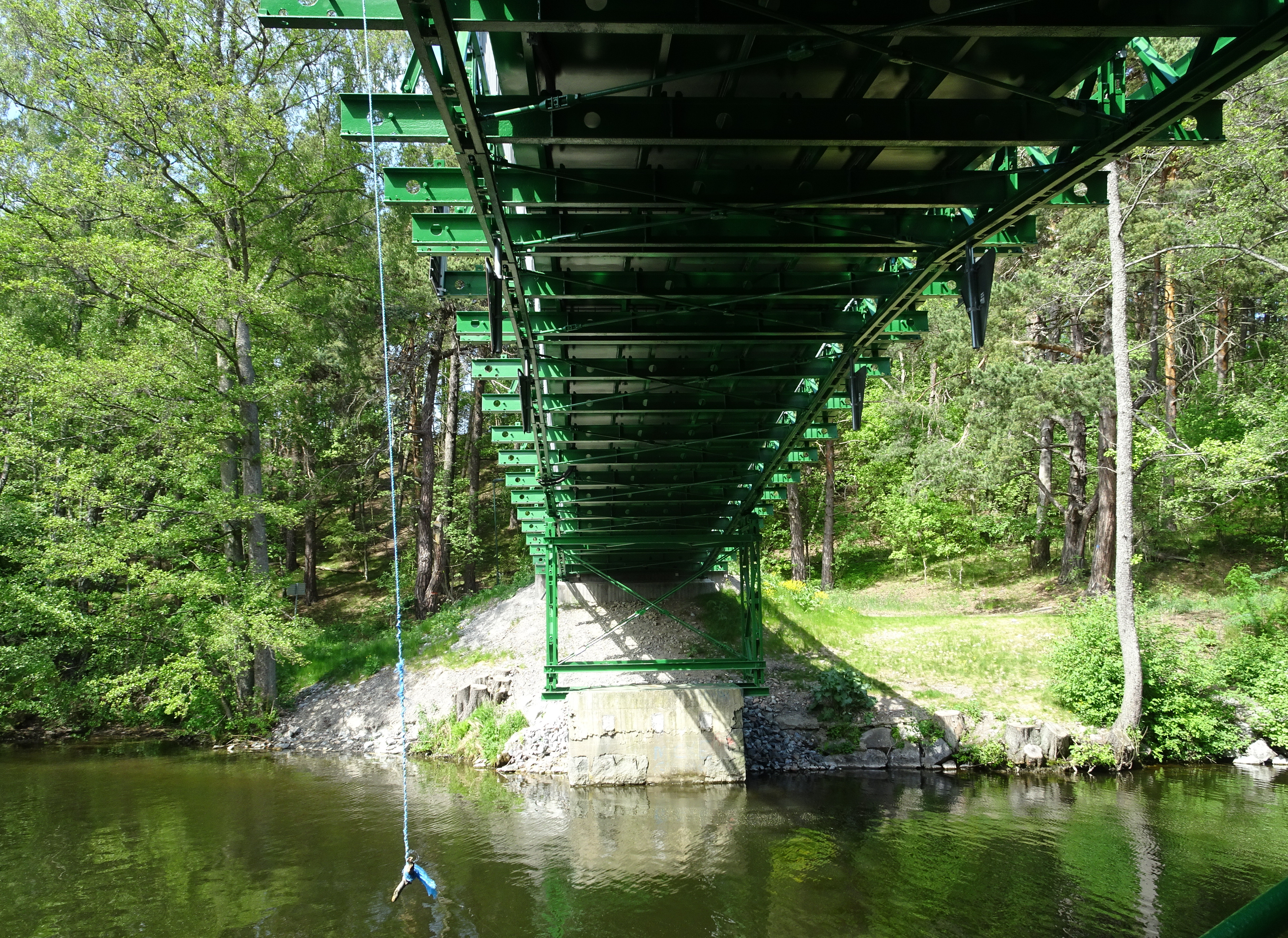
Järnbrons undersida, 2018
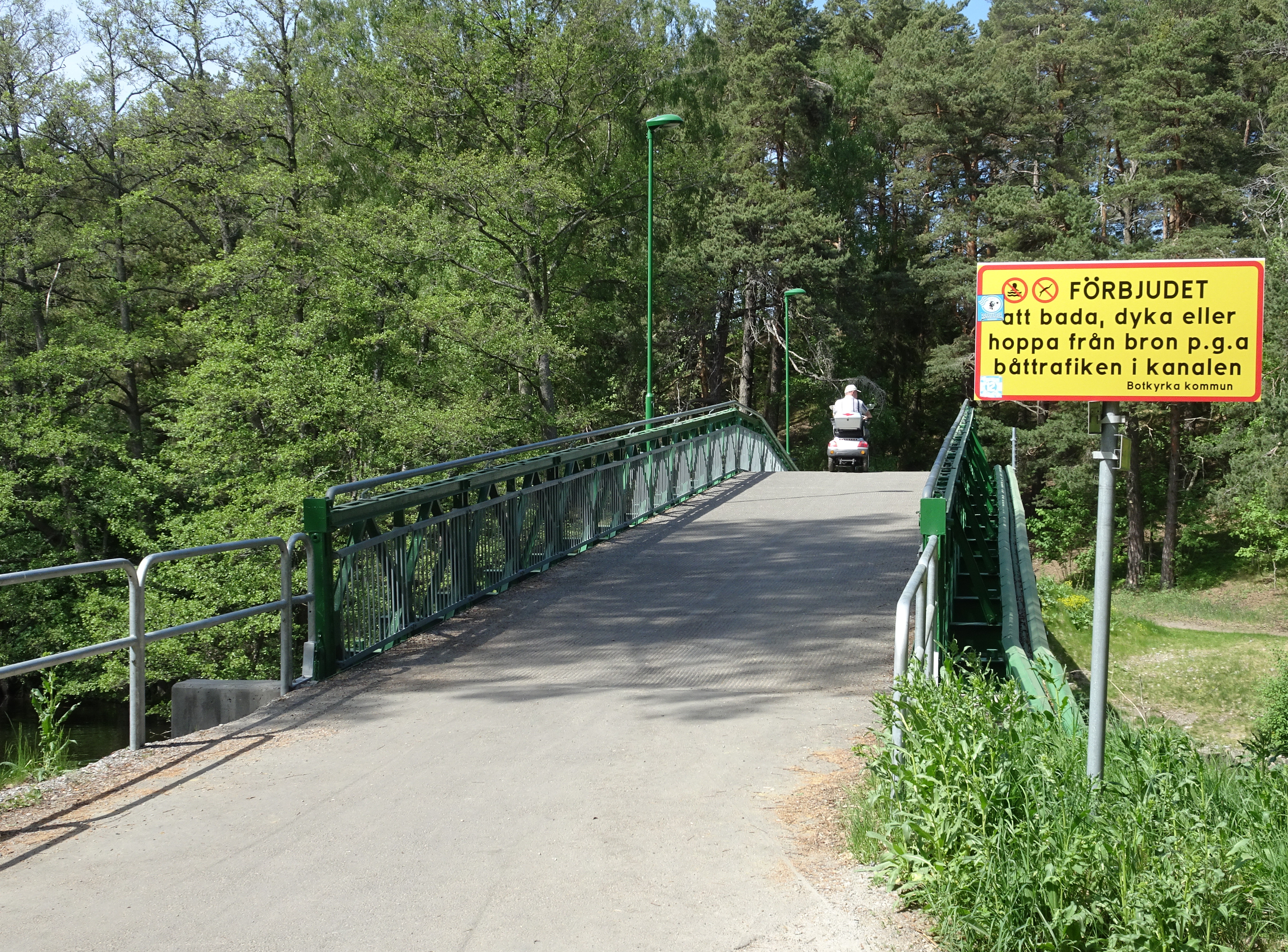
Järnbron efter renoveringen, 2018
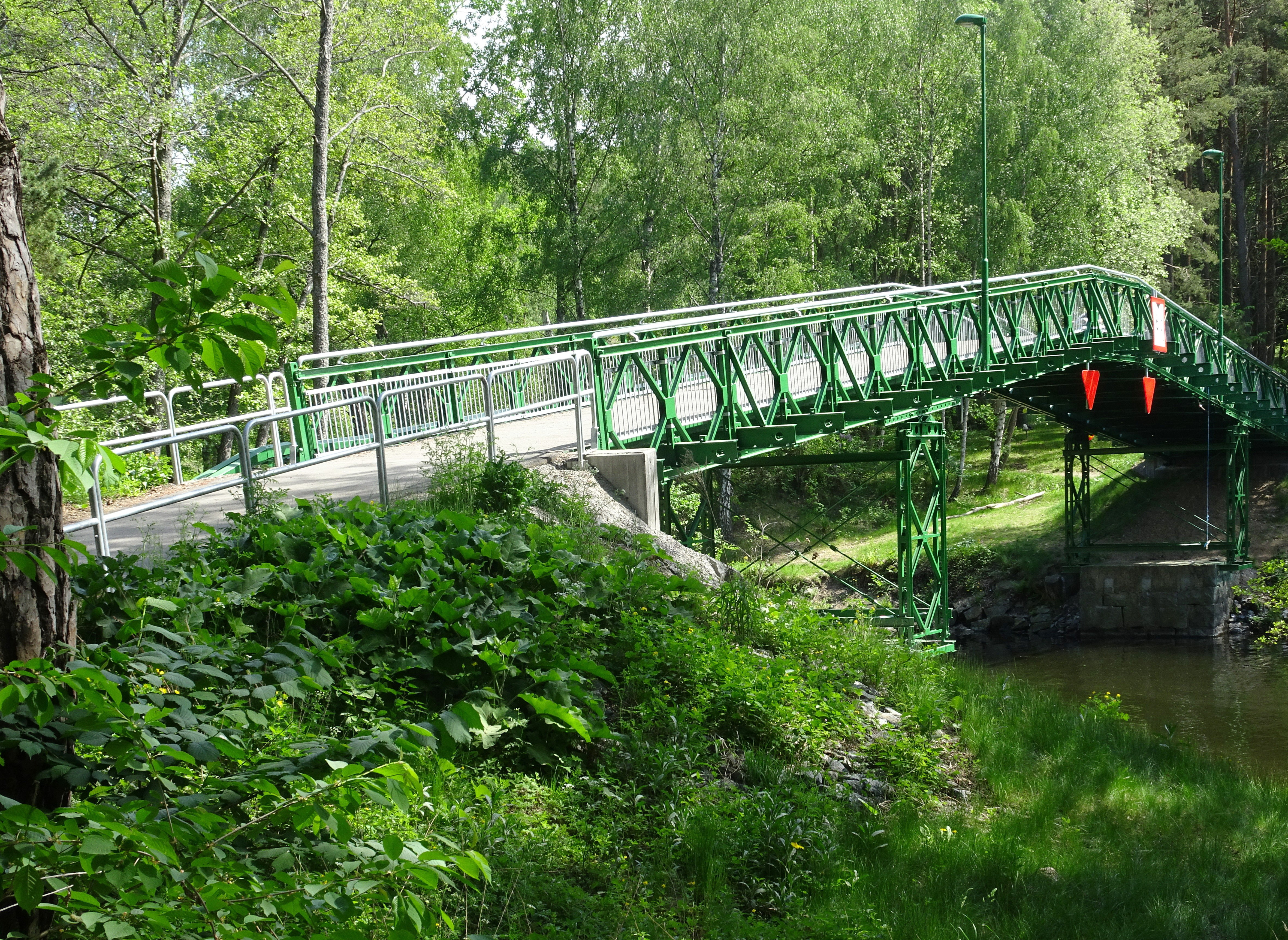
Järnbron efter renoveringen, 2018